# UVision Air
UVision Air  es una compañía de defensa israelí establecida en 2011. Se dedica al desarrollo, fabricación y venta de misiles avanzados y munición merodeadora para las fuerzas militares terrestres, aéreas y navales. Las soluciones de la compañía, llamadas HERO, están diseñadas para ataques dirigidos contra una variedad de amenazas en varios rangos. La compañía estableció la Corporación UVision USA en los Estados Unidos, y AVision Systems Private Ltd. en India.

## Sistemas de municiones merodeadoras
UVision desarrolla la familia HERO de sistemas de merodeo. El HERO es un sistema de sensor a tirador utilizado para vigilancia, adquisición de objetivos y ataque de una variedad de objetivos en el campo de batalla. La familia de sistemas de merodeo admite varios métodos de lanzamiento: desde el suelo por un solo soldado, desde un vehículo y desde una variedad de plataformas aéreas y navales. El HERO vuela al área objetivo, merodea por encima del punto de interés, rastrea y ataca al objetivo. Es operado remotamente y controlado en tiempo real por un sistema de comunicaciones. El HERO está equipado con una cámara electro-óptica cuyas imágenes son recibidas por la estación de comando y control.

## Productos HERO

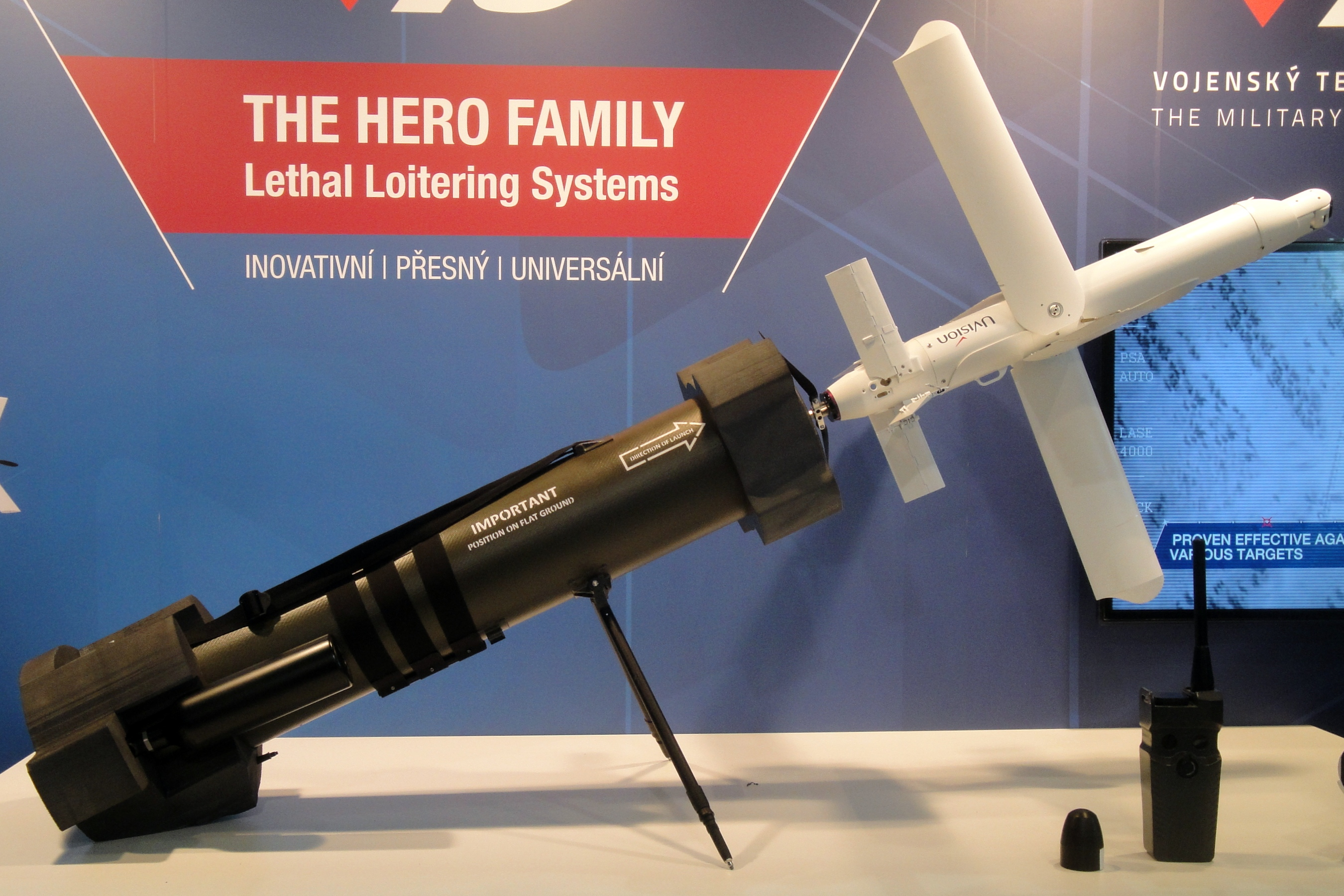
UVision Hero-30

- HERO-20 - sistema portátil de merodeo táctico de corto alcance.[14][15]
- HERO-30 - municiones merodeadoras portátiles de corto alcance.[16][17][18]
- HERO-70: sistema de merodeo de corto alcance utilizado principalmente para objetivos de vehículos ligeros.[19]
- HERO-120: sistema de merodeo de rango medio para objetivos personales, vehículos livianos y misiones antitanque.[20][21][22]
- HERO-250: sistema de munición merodeadora de largo alcance.[23]
- HERO-400: sistema de municiones merodeadoras de largo alcance para objetivos estratégicos y para misiones en las que se utilizan municiones pesadas.[24][25]
- HERO-900: sistema de merodeo altamente letal y de largo alcance para misiones estratégicas.[26]
- HERO-1250: sistema de munición merodeadora altamente letal y de largo alcance para misiones estratégicas de largo alcance.[27][28]
- HERO-R: munición merodeadora portátil de ala rotatoria diseñada para su uso en situaciones de combate cercano.[29]